# Катерина Висконти
Вижте пояснителната страница за други личности с името Катерина Висконти.
Катерина Висконти (на италиански: Caterina Visconti; * 1360 или ок. 1361 или 12 юли 1362, Милано, Синьория Милано; † 17 октомври 1404, Монца, Миланско херцогство) от род Висконти, е последната господарка на Милано (1385 – 1395) и първата херцогиня на Милано (1395 – 1402) като втора съпруга на Джан Галеацо Висконти, неин първи братовчед.

## Произход
Тя е дъщеря на Бернабо Висконти (1323 – 1385), владетел на Милано, и на Беатриче Реджина дела Скала (1331 – 1384). Нейни дядо и баба по бащина линия са Стефано Висконти – господар на Милано и Валентина Дория, а по майчина – Мастино II дела Скала, господар на Верона и Виченца, и Тадеа да Карара. Има пет братя и девет сестри:
- Тадеа (1351 – 1381), херцогиня на Бавария като съпруга на Стефан III и майка на френската кралица Изабела Баварска

- Верде (ок. 1352 – 1414), херцогиня на Австрия като съпруга на Леополд III Хабсбург
- Марко (1355 – 1382), господар на Парма (1364 – 1382), съпруг на Елизабета Баварска
- Лудовико (1355 – 1404), управител и господар на Лоди (1379 – 1385), и управител и господар на Парма (1385 – 1404), съпруг на Виоланта Висконти
- Валентина (1357 или 1360/62 или 1367 – 1393), кралица на Кипър и титулярна кралица на Йерусалим от 1378 до 1382 г. като съпруга на Петър II дьо Лузинян
- Родолфо (1358 – 1389), господар на Парма (1364 – 1389)
- Карло (1359 – 1403), господар на Парма (1364), съпруг на Беатрис д’Арманяк
- Антония (1364 – 1405), графиня на Вюртемберг като съпруга на Еберхард III
- Аниезе (1363 – 1391), графиня на Мантуа като съпруга на Франческо I Гонзага
- Мадалена (1366 – 1404), херцогиня на Бавария (1381 – 1393) и на Бавария-Ландсхут (от 1392 г.) като съпруга на Фридрих Мъдри
- Джанмастино (1370 – 1405), господар на Бергамо и на Джера д'Ада, съпруг на Клеофа дела Скала
- Лучия (1372 – 1424), маркграфиня на Майсен като съпруга на Фридрих V фон Тюринген и графиня на Кент като съпруга на Едмънд Холанд
- Елизабета (1374 – 1432), херцогиня на Бавария като съпруга на Ернст Баварски
- Англезия (1377 – 1439), кралица на Кипър, Йерусалим и Армения (ок. 1401 – 1408) като съпруга на Янус дьо Лузинян

Освен това има шест полубратя и девет полусестри от извънбрачни връзки на баща си с пет жени. Баща ѝ непрекъснато води войни с Папската държава (той е отлъчен от църквата) и е безмилостен тиранин. През 1385 г. е свален от племенника си Джан Галеацо Висконти и по-късно отровен в замъка на Трецо.

## Биография

### Брачни преговори и брак
Първите преговори за брак, свързани с Катерина, са през 1378 г. и касаят евентуалния ѝ брак с краля на Англия Ричард II, който обаче по-късно се жени за Анна Бохемска. На следващата година бащата на Катерина – Бернабо Висконти, се отказва от проекта и започва да се интересува от Джан Галеацо Висконти, син на брат му Галеацо II Висконти и вдовец на Изабела Валоа. Сватбата между Катерина и нейния първи братовчед се състои Милано на 15 ноември 1380 г. в църквата „Сан Джовани ин Конка“, въпреки че на този ден умира синът на младоженеца – Ацо.
Мъжът на Катерина ѝ дарява замъка в Монца, предоставен преди това на Бианка Савойска. През 1388 г. ѝ дава и Господарство Виченца.
Тъй като първото им дете – дъщеря, умира едва на месец, Катерина и мъжът ѝ правят обет на Дева Мария да дават Мария като второ име на всяко тяхно бъдещо дете.
На 8 януари 1390 г. Катерина губи още едно дете, но понеже е дала обед да построи чертог, ако преживее раждането, нарежда да се започне работата по изграждането на Чертога на Павия. За проекта е извикан архитектът и художникът Джованино де' Граси. Първият камък е положен на 27 август 1396 г., но Катерина не присъства на церемонията.

### Държавен преврат на Джан Галеацо Висконти
На 6 май 1385 г. съпругът ѝ Джан Галеацо прави преврат. Той залавя и хвърля в замъка на Трецо бащата на Валентина – Бернабо, и двамата му синове Лудовико и Родолфо, където те умират в плен. Той също така отнема на оцелелите си братовчеди всички права върху Синьория Милано. Пред останалите италиански синьори той легитимира преврата, като обвинява чичо си, че е искал да го убие и че е принудил както него, така и сестра му Виоланта Висконти на брак, изтъквайки и други причини.
През 1388 г., в тази трудна за нея ситуация, Катерина успява да роди така желания наследник – Джовани Мария Висконти.
На 22 октомври 1388 г. Катерина е официално инвестирана от съпруга си с титлата „Господарка на Виченца“ като наследница на майка си Реджина дела Скала. За нея това е знак, че е влязла като главен герой в политическите стратегии на съпруга си, който всъщност цели единствено да заобиколи споразуменията, сключени с рода Да Карара за превземането и разделянето на Венето.

### Херцогиня на Милано
На 11 май 1395 г. император Венцел I предоставя титлата „херцог на Милано“ на Джан Галеацо и така Катерина става херцогиня на Милано. За случая новите херцози възлагат на Ановело да Имбонате да създаде мисал, който да бъде дарен на базиликата „Сант'Амброджо“ в Милано; на него е единственият портрет на Катерина от онова време, коленичила заедно с някои придворни.
Идеята, която се придобива за Катерина по оскъдните данни от онзи период, е на жена, маргинализирана от съпруга си и от политиката, безуспешно копнееща да остави знак за себе си и притеснена за децата си – нейната застраховка живот, създаваща ѝ много грижи, особено малкият и болнав Филипо Мария Висконти.

### Вдовство и смърт
На 3 септември 1402 г. умира съпругът ѝ Джан Галеацо Висконти. В завещанието си, освен че ѝ дава зестрата и наследство от 100 хил. флорина, той я назначава за попечителка на двете им законни деца Джовани Мария и Филипо Мария, освен ако не се омъжи повторно. Джовани Мария трябва да остане под надзора ѝ до 20-годишна възраст в очакване и Филипо Мария да навърши пълнолетие, за да избегне изкушението да вземе властта над непълнолетния си брат. Управлението на херцогството е поверено на Таен съвет със 17 члена до навършването на пълнолетие на Джовани Мария. Катерина има право единствено да подписва официални документи и да дава предложения.
За да посрещне множеството дългове на съпруга си, тя се доверява на съветите на гвелфа Франческо Барбавара, граф на Валсезия и член на Съвета. По негов съвет Катерина се обръща към краля на Франция Шарл VI. Между двете страни започват преговори, според които Джовани Мария би трябвало да се омъжи за дъщеря на кралица Изабела Баварска, а Филипо Мария – за дъщеря на бургундския херцог Филип II Смелия. Тези бракове не са сключени.
На 23 юни 1403 г. Антонио Висконти ди Джованоло (потомък на Уберто Висконти) обвинява министъра на финансите Барбавара в заговор с цел завладяване на властта. След като събира няколко дисиденти, Антонио хвърля Милано в смут на 24 юни 1403 г. Бунтовниците поставят друг Регентски съвет редом до Джовани Мария, член на който е и самият Антонио. Към бунта на Антонио се присъединява и Антонио Поро, граф на Поленцо, заклет враг на Барбавара. Именно той отвлича младия херцог Джовани Мария, за да го постави символно начело на бунтовниците.
Бунтовете в Милано, завършили през август същата година, предизвикват бунта на градовете – феоди на Висконти. Единствено изключение прави Павия, където се спасява младият Филипо Мария. С помощта на Пандолфо III Малатеста, Якопо дал Верме и Фачино Кане Катерина нарежда членовете на новия съвет да бъдат арестувани на 6 януари 1404 г. и кара да обезглавят някои от бунтовниците (Антонио и Галеацо Поро, и Галеацо Алипранди). На 14 януари се взима решение Барбавара да се върне, но той идва едва на 31 януари. Конспираторите не се предават: те намират убежище в Павия, където изискват от Филипо Мария Висконти ареста на Манфреди Барбавара, настанен там, за да му помага. Младият граф не само се съгласява, но и подписва обвинителен акт срещу Франческо Барбавара, който, след като научава за това, напуска Милано на 15 март 1404 г. За разлика от това на 19 март Катерина и другият ѝ син – Джовани Мария, в знак на признателност за службата на Барбавара, му дават различни феоди.
В подобна ситуация Катерина не е в безопасност. Синът ѝ Джовани Мария е марионетка в ръцете на Антонио и Франческо Висконти. На 21 май има нов градски сблъсък между гвелфи и гибелини с надмощие на гибелините. Катерина все още е в замъка на Порта Джовия и в началото на юни успява да организира своето „бягство“ в замъка в Монца. На 18 август обаче тя е арестувана от страховития Франческо Висконти. В двата си месеца на затвор в замъка Катерина праща многократни молби за помощ до братята си в чужбина и до френския двор, но те са безуспешни.
На 17 октомври 1404 г. Катерина умира в замъка в Монца. Говори се, че е отровена в гибелински заговор, но вероятно е заразена от чума в една от най-тежките епидемии в цяла Европа. Осигурено ѝ е държавно погребение, но заразеното ѝ тяло е оставено в Катедралата на Монца и скоро е забравено.
В началото на 16 век анонимен художник я смята за блажена и я обезсмъртява в параклис в светилището „Санта Мария деле Грацие“ в Монца, основано през 1473 г.

## Брак и потомство
∞ 2 октомври 1380 г. за Джан Галеацо Висконти (* 1351, † 1402), херцог на Милано, от когото има двама сина и една дъщеря:
- дъщеря (* юни 1385; † 9 юли 1385, Павия)
- Джовани Мария Висконти (* 1388, замък на Абиатеграсо; † 1412, Милано, убит), 2-ри херцог на Милано (1402 – 1412); ∞ за Антония Малатеста (* 14 век; † 15 век, Чезена), дъщеря на господаря на Чезена Андреа Малатеста, от която няма деца
- Филипо Мария Висконти (* 3 септември 1392, Милано; † 13 август 1447, Милано), 3-ти херцог на Милано (1412 – 1447), ∞ 1. за Беатриче ди Тенда (* ок. 1372, Танд, дн. Франция; † 13 септември 1418, Бинаско), която кара да убият и от която няма деца 2. 2 декември 1427 за Мария Савойска (* 1411, † 1469), от която няма деца.